# Lieudieu
Lieudieu est une commune française située dans le département de l'Isère en région Auvergne-Rhône-Alpes.

## Géographie

### Situation et description
La commune de Lieudieu se situe dans le sud-est de la France dans le nord-ouest du département de l'Isère et plus précisément positionnée entre la vallée du Rhône et la vallée de l'Isère, au sud, au cœur d'une clairière de la forêt de Bonnevaux, dans le secteur de Bièvre-Valloire. À ce titre, la commune a adhéré à la collectivité de la communauté de communes Bièvre Isère.

### Communes limitrophes
| Saint-Jean-de-Bournay | Châtonnay                                                     |           |
| Villeneuve-de-Marc    | Lieudieu                                                      | Châtonnay |
|                       | Porte-des-Bonnevaux (anciennes communes d'Arzay et de Semons) |           |

### Géologie
Le plateau de Bonnevaux (ou des Bonnevaux) culmine à environ un peu plus de 500 mètres d'altitude au niveau de la commune. À l'instar de son voisin, le plateau de Chambaran, ce relief est constitué d'une base géologique en molasse miocène. Le cailloutis de ce plateau comprend essentiellement des quartzites et autres roches siliceuses très fortement altérées. Dans de plus grandes profondeurs cette formation renferme également des roches cristallines et calcaires, également très altérées. Les textures de sol sont limoneuses et argileuses.

### Climat
Pour des articles plus généraux, voir Climat d'Auvergne-Rhône-Alpes et Climat de l'Isère.
En 2010, le climat de la commune est de type climat des marges montargnardes, selon une étude du Centre national de la recherche scientifique s'appuyant sur une série de données couvrant la période 1971-2000. En 2020, Météo-France publie une typologie des climats de la France métropolitaine dans laquelle la commune est exposée à un climat de montagne ou de marges de montagne et est dans la région climatique  Moyenne vallée du Rhône, caractérisée par un bon ensoleillement en été (fraction d’insolation > 60 %), une forte amplitude thermique annuelle (4 à 20 °C), un air sec en toutes saisons, orageux en été, des vents forts (mistral), une pluviométrie élevée en automne (250 à 300 mm). 
Pour la période 1971-2000, la température annuelle moyenne est de 10,3 °C, avec une amplitude thermique annuelle de 17,3 °C. Le cumul annuel moyen de précipitations est de 1 031 mm, avec 9,5 jours de précipitations en janvier et 6,7 jours en juillet. Pour la période 1991-2020, la température moyenne annuelle observée sur la station météorologique de Météo-France la plus proche, « Bourgoin », sur la commune de Bourgoin-Jallieu à 17 km à vol d'oiseau, est de 12,4 °C et le cumul annuel moyen de précipitations est de 844,0 mm,. Pour l'avenir, les paramètres climatiques de la commune estimés pour 2050 selon différents scénarios d'émission de gaz à effet de serre sont consultables sur un site dédié publié par Météo-France en novembre 2022.

### Hydrographie
La commune héberge de nombreux petits étangs créés à l'époque médiévale par les moines de l'ancienne abbaye de Bonnevaux. Le territoire communal est également traversé par la Gère, affluent du Rhône. Enfin nous pouvons cité le fait que le village est lézardé par quelques ruisseaux, par exemple celui du Rousset, passant par l'étang du Rosier au nord-est de la commune. 

### Voies de communication et transports
Le territoire communal est traversé par un axe routier à grande circulation.
L'ancienne route nationale 518 reliant Lyon à Die a été reclassée en RD518 traverse le territoire communal, longe les maisons du bourg et passe à proximité de l'ancienne abbaye.

## Urbanisme

### Typologie
Au 1er janvier 2024, Lieudieu est catégorisée commune rurale à habitat dispersé, selon la nouvelle grille communale de densité à sept niveaux définie par l'Insee en 2022.
Elle est située hors unité urbaine et hors attraction des villes,.

### Occupation des sols
L'occupation des sols de la commune, telle qu'elle ressort de la base de données européenne d’occupation biophysique des sols Corine Land Cover (CLC), est marquée par l'importance des territoires agricoles (61,7 % en 2018), une proportion identique à celle de 1990 (61,7 %). La répartition détaillée en 2018 est la suivante : 
forêts (38,3 %), zones agricoles hétérogènes (37,4 %), prairies (15,8 %), terres arables (8,5 %). L'évolution de l’occupation des sols de la commune et de ses infrastructures peut être observée sur les différentes représentations cartographiques du territoire : la carte de Cassini (XVIIIe siècle), la carte d'état-major (1820-1866) et les cartes ou photos aériennes de l'IGN pour la période actuelle (1950 à aujourd'hui).

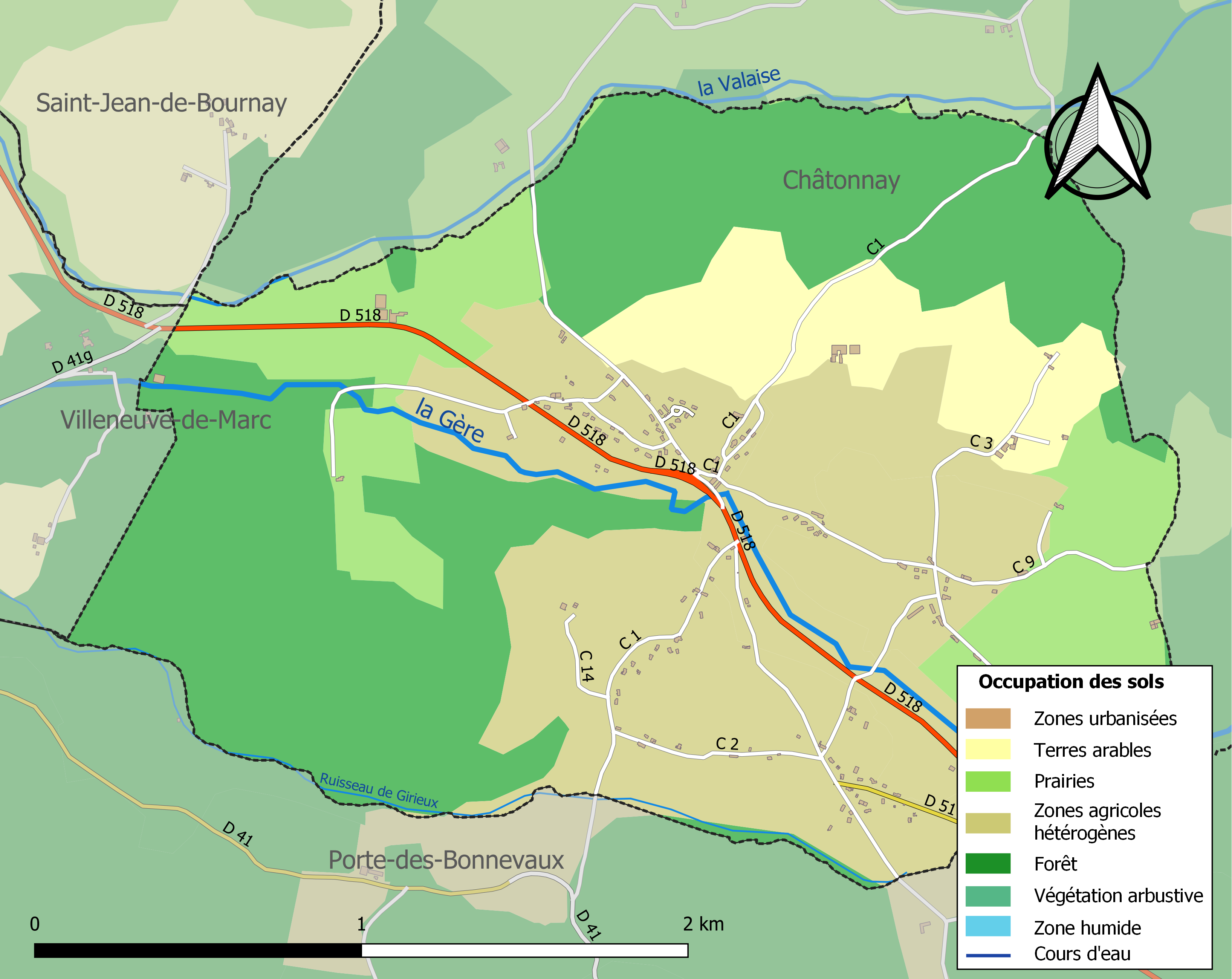
Carte des infrastructures et de l'occupation des sols de la commune en 2018 (CLC).

### Risques naturels

#### Risques sismiques
La totalité du territoire de la commune de Lieudieu est situé en zone de sismicité n°3 (sur une échelle de 1 à 5), comme la plupart des communes de son secteur géographique.
| Type de zone | Niveau            | Définitions (bâtiment à risque normal) |
| ------------ | ----------------- | -------------------------------------- |
| Zone 3       | Sismicité modérée | accélération = 1,1 m/s2                |

## Toponymie
Le nom de la commune est l'expression de la consécration du lieu et sa mise sous la protection du dieu des chrétiens.

## Histoire
Lieudieu formait une petite communauté rattachée pour le service religieux à la paroisse de Semons. Il y existait un prieuré de bénédictins dépendant de l'abbaye de Saint-Theudère ou de Saint-Chef, appelé prieuré Saint-Martin ; il n'en reste plus aujourd'hui que des ruines et le nom qui a passé à une portion du territoire de Lieudieu.

## Politique et administration

### Liste des maires
| Période                                  | Période   | Identité                | Étiquette | Qualité              |
| ---------------------------------------- | --------- | ----------------------- | --------- | -------------------- |
|                                          |           | Marin REVOL (1er maire) |           |                      |
|                                          |           | M. PETIT                |           |                      |
| 1844                                     |           | Mathieu DUCHENAUX       |           |                      |
| 1884                                     | 1888      | Claude POULAILLON       |           |                      |
| 1889                                     | 1896      | Pierre Antonin BERNE    |           |                      |
| 1896                                     | 1904      | Étienne BERNE           |           |                      |
| 1904                                     | 1910      | Germain GENIN           |           |                      |
| 1910                                     | 1916      | Étienne GONIN           |           | Mort pour la France  |
| 1916                                     | 1925      | Joanny PUTOUD           |           |                      |
| mai 1925                                 | mai 1935  | Émile VIVIANT           |           |                      |
| mai 1935                                 | mai 1943  | Bernard RIMAUD          |           |                      |
| mai 1943                                 | juin 1943 | Marius COLLION          |           | Maire intérimaire    |
| juillet 1943                             | mars 1959 | Paul GENIN              |           |                      |
| mars 1959                                | juin 1995 | Hugues RIMAUD           |           | Agriculteur          |
| juin 1995                                | mars 2008 | Daniel RUET             |           | Architecte           |
| mars 2008                                | En cours  | Guy GERIN               |           | Agriculteur retraité |
| Les données manquantes sont à compléter. |           |                         |           |                      |

## Population et société

### Démographie
L'évolution du nombre d'habitants est connue à travers les recensements de la population effectués dans la commune depuis 1793. Pour les communes de moins de 10 000 habitants, une enquête de recensement portant sur toute la population est réalisée tous les cinq ans, les populations de référence des années intermédiaires étant quant à elles estimées par interpolation ou extrapolation. Pour la commune, le premier recensement exhaustif entrant dans le cadre du nouveau dispositif a été réalisé en 2006.

En 2022, la commune comptait 347 habitants, en évolution de +1,17 % par rapport à 2016 (Isère : +3,07 %, France hors Mayotte : +2,11 %).
| 1793 | 1800 | 1806 | 1821 | 1831 | 1836 | 1841 | 1846 | 1851 |
| ---- | ---- | ---- | ---- | ---- | ---- | ---- | ---- | ---- |
| 313  | 145  | 322  | 330  | 347  | 343  | 375  | 375  | 364  |

| 1856 | 1861 | 1866 | 1872 | 1876 | 1881 | 1886 | 1891 | 1896 |
| ---- | ---- | ---- | ---- | ---- | ---- | ---- | ---- | ---- |
| 356  | 368  | 402  | 380  | 400  | 408  | 355  | 404  | 375  |

| 1901 | 1906 | 1911 | 1921 | 1926 | 1931 | 1936 | 1946 | 1954 |
| ---- | ---- | ---- | ---- | ---- | ---- | ---- | ---- | ---- |
| 325  | 301  | 252  | 201  | 205  | 178  | 184  | 182  | 139  |

| 1962 | 1968 | 1975 | 1982 | 1990 | 1999 | 2006 | 2011 | 2016 |
| ---- | ---- | ---- | ---- | ---- | ---- | ---- | ---- | ---- |
| 154  | 127  | 132  | 178  | 181  | 246  | 268  | 310  | 343  |

| 2021 | 2022 | - | - | - | - | - | - | - |
| ---- | ---- | - | - | - | - | - | - | - |
| 349  | 347  | - | - | - | - | - | - | - |

### Enseignement
La commune est rattachée à l'académie de Grenoble.

### Équipements culturels et sportifs
En 2024, la commune se dote d'un city-stade multisport, notamment grâce aux subventions de l'Agence Nationale du Sport.

### Médias
Historiquement, le quotidien à grand tirage Le Dauphiné libéré consacre, chaque jour, y compris le dimanche, dans son édition du Nord-Isère, un ou plusieurs articles à l'actualité du canton et quelquefois de la commune, ainsi que des informations sur les éventuelles manifestations locales, les travaux routiers, et autres événements divers à caractère local.

### Cultes
La communauté catholique et l'église de Lieudieu dépendent de la paroisse Saint Hugues de Bonnevaux (relais des étangs) qui est, elle-même, rattachée au diocèse de Grenoble-Vienne

## Culture et patrimoine

### Lieux et monuments
- L'église paroissiale Saint-Joseph de Lieudieu.

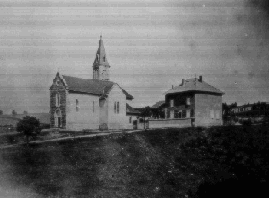
L'église et la cure (actuelle mairie) au début du XXe siècle.
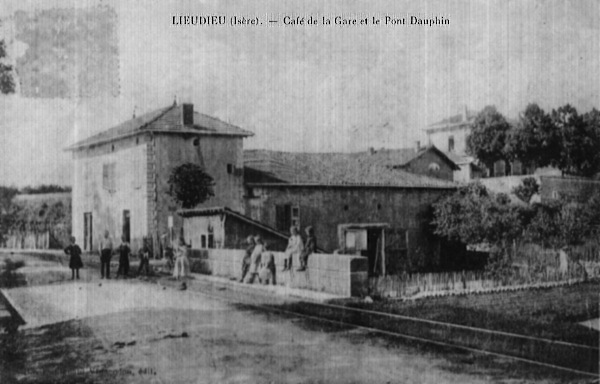
Le pont Dauphin et la gare vers 1920.

- Prieuré de Saint-Martin

### Personnalités liées à la commune
- Aymar du Rivail , seigneur de Lieudieu, Blanieu et La Rivallière, conseiller au Parlement de Grenoble (1521), historien des Allobroges.